# Li Guohao
Li Guohao  (chinesisch 李國豪 / 李国豪, Pinyin Lǐ Guóháo; * 13. April 1913 in Meixian; † 23. Februar 2005 in Shanghai) war ein chinesischer Bauingenieur, bekannt für Brückenbau.

## Biografie
Li Guohao kam aus einer verarmten Bauernfamilie und studierte 1931 bis 1936 Bauingenieurwesen an der Tongji-Universität in Shanghai. Dort lehrte damals Erich Wilfried Reuleaux, der Dekan der Fakultät an der Tongji-Universität war und das chinesische Eisenbahnministerium beriet. Er studierte ab 1938 an der TH Darmstadt und promovierte dort 1940 bei Kurt Klöppel mit einer Dissertation über die Berechnung von Hängebrücken mit der Theorie 2. Ordnung (Praktische Berechnung der Hängebrücken nach der Theorie II. Ordnung). Die Dissertation war bahnbrechend auf dem Gebiet der Hängebrücken (Karl-Eugen Kurrer). Sie diente noch vor Veröffentlichung für die Berechnung der Hängebrücke in Köln-Rodenkirchen. Durch den Zweiten Weltkrieg an der Rückkehr nach China verhindert blieb er weiter an der TH Darmstadt und habilitierte sich 1943 mit einer Arbeit über die Ermittlung von Einflusslinien elastischer Stabwerke (auch für hochgradig statisch unbestimmte Systeme). Nach Ende des Kriegs ging er nach China und wurde 1946 Professor an der Tongji-Universität. 1956 wurde er dort Prorektor. Während der Kulturrevolution wurde er aufs Land und zur Umerziehung geschickt, blieb aber wissenschaftlich aktiv (1973 erschien sein Buch über die Dynamik von Fachwerkbrücken, das in China in hohen Auflagen verbreitet war). Nach deren Ende kehrte er auf seinen Lehrstuhl zurück und wurde 1977 Rektor seiner Universität. Er setzte sich für internationale Kontakte der Tonji-Universität insbesondere zur TH Darmstadt ein (Kooperationsvertrag 1980, auch mit der Ruhr-Universität Bochum). Aus diesem Anlass besuchte er 1979 die Bundesrepublik Deutschland. Unter seinem Rektorat wurde die Universität von einer Spezialisierung auf Bauingenieurwesen auf den gesamten Bereich der Natur- und Ingenieurwissenschaften erweitert. 1984 wurde er Ehrenrektor seiner Universität.
Er war einer der bekanntesten Brückenbau-Ingenieure in China, sowohl durch seine international Schule machenden Berechnungsmethoden als auch praktisch in der Konstruktion großer Brücken (schon in den 1960er Jahren beeinflusste er den Entwurf mehrere Brücken über den Yangtse), zu einer Zeit als ab den 1980er Jahren eine stürmische Entwicklung im Brückenbau in China einsetzte. Er befasste sich auch mit erdbebensicherem Bauen.
Mit Klöppel veröffentlichte er nicht nur über Hängebrücken, sondern auch einen bedeutenden Aufsatz über hinreichende Kriterien für Verzweigungspunkte des elastischen Gleichgewichts (1943), die sie am Beispiel des Stahlknickens behandelten. Er schrieb in China Lehrbücher über Stahlbau (1952), Stahlbrücken (1952) und Brückendynamik (1955). Es folgte 1980 ein Buch über Erdbeben und Bautechnik, Brückenberechnung (1988) und Explosionseinwirkung auf Bauten (1989).
1982 erhielt er die Goethe-Medaille und 1987 das Große Bundesverdienstkreuz. 1985 wurde er Ehrendoktor der TH Darmstadt. 1987 erhielt er den International Award of Merit in Structural Engineering.
1955 wurde er Mitglied der Chinesischen Akademie der Wissenschaften und 1994 der Chinesischen Akademie für Ingenieurwesen.

## Schriften
- Analysis of boxgirder and truss bridges, Springer 1988